# Emma a Normandiei
Emma a Normandiei (n. 987 d.Hr., Normandia, Guernsey – d. 6 martie 1052, Winchester, Regatul Angliei) a fost regină consoartă a Angliei, Danemarcei și Norvegiei. A fost fiica ducelui Richard I al Normandiei și a celei de-a doua soții a sa, Gunnora. Prin căsătoriile ei cu Æthelred al II-lea cel Șovăielnic (1002–1016) și Knut cel Mare (1017–1035), ea a devenit regină consoartă a Angliei, Danemarcei și Norvegiei. Emma a fost mamă a trei fii: Eduard Confesorul, Alfred și Hardeknud, și a două fiice: Goda a Angliei și Gunhilda a Danemarcei. Chiar și după decesele soților ei, Emma a rămas în atenția publicului și a participat activ în politică.

## Căsătoria cu Æthelred al II-lea
Într-o încercare de a aduce pacea în Normandia, regele Æthelred al Angliei s-a căsătorit cu Emma în 1002. După căsătorie, Emma a primit numele anglo-saxon de Ælfgifu, care a fost folosit pentru probleme formale și oficiale, și a devenit regină a Angliei. Ea a primit proprietățile ei în Winchester, Rutland, Devonshire, Suffolk, și Oxfordshire, precum și orașul Exeter.
Æthelred și Emma au avut doi fii: Eduard Confesorul și Alfred și o fiică: Goda a Angliei (sau Godgifu).
Când regele Sweyn Forkbeard al Danemarcei a invadat și cucerit Anglia în 1013, Emma și copii ei au fost trimiși în Normandia unde Æthelred a sosit și el curând. Ei s-au întors în Anglia după decesul lui Sweyn în 1014.
Mariajul dintre Emma și Æthelred s-a sfârșit la moartea lui Æthelred la Londra în 1016. Fiul cel mare al lui Æthelred din prima căsătorie, Æthelstan, fusese prinț moștenitor până la moarte în iunie 1014. Emma a încercat să obțină recunoașterea fiului ei cel mare, Eduard, ca moștenitor. 
În 1015 Knut, fiul lui Sweyn Forkbeard, a invadat nordul Angliei. El a fost ținut departe de Londra până la moartea lui Æthelred și a lui Edmund în lunile aprilie și respectiv noiembrie 1016. Regina Emma a încercat să mențină controlul anglo-saxon în Londra până la încheierea căsătoriei sale cu Knut. Unii cercetători istorici susțin că mariajul a salvat viețile fiilor ei.